# Draco Reacredință
Draco Reacredință (engleză: Draco Malfoy) este un personaj fictiv din seria Harry Potter a scriitoarei J.K. Rowling. Este un student slytherin  în același an cu Harry Potter, și apare cel mai frecvent dintre toți studenții casei sale. Este însoțit de obicei de cei doi prieteni ai săi de o inteligență redusă, Vincent Crabbe și Gregory Goyle. Este singurul copil al lui Lucius Malfoy și al Narcissa Malfoy. În ecranizările cărților este interpretat de actorul Tom Felton.

## Descriere
Draco Malfoy este un băiat înalt, blond, cu ochi albastri si sânge pur. Face parte din Casa Slytherin, iar tatăl lui, care lucrează la Ministerul Magiei, a fost unul dintre adepții Lordului Voldemort. Cu orice nu îi place la Hogwarts, Draco Malfoy ia legătura cu tatăl său, Lucius Malfoy și acesta îi spune ministrului. Este un lăudăros care ar face orice numai ca Albus Dumbledore și Harry Potter să fie îndepărtați. Nu este silitor la ore, însă, la orele de poțiuni este favorizat de profesorul lui preferat, Severus Snape. De multe ori, prin lauda lui, a suportat multe pedepse și s-a dovedit că numai gura e de el. Este însoțit tot timpul de gorilele lui, Vincent Crabbe și Gregory Goyle. Oricine încearcă să-l atingă, se alege cu rupturi de oase. 
Draco Malfoy este nepotul lui Bellatrix Lestrange care este sora Narcissei Malfoy. În ultima parte din cartea 6 îl dezarmează pe Albus Dumbledore, ceea ce arata ca pentru scurt timp el este deținătorul baghetei de soc. Draco Malfoy este un băiat popular mai ales în Casa Slytherin. El se dovedește la sfârșit ca este bun, salvat de Harry Potter. El s-a împotrivit Lordului Voldemort plecând după cu părinții lui sătui de atâta răutate și crime. Draco Malfoy deveni un băiat bun și va mai apărea și în partea 7 când Harry e deformat și îi va spune ca nu îl cunoaște.

### Familie
Tatăl sau este Lucius Malfoy, un bărbat înalt cu părul lung și blond platinat. Mama lui este Narcissa Malfoy, o femeie blânda și iubitoare. Este singurul fiu al Narcissa Malfoy și Lucius Malfoy. Mătușa lui maternă fiind Bellatrix Lestrange.